# Vâlcele (okręg Vrancea)
Vâlcele – wieś w Rumunii, w okręgu Vrancea, w gminie Câmpineanca. W 2011 roku liczyła 1020
mieszkańców.